# Saicus Air
Saicus Air era uma companhia aérea de carga com sede em Madrid, Espanha.

## História
Após a cessação das operações em dezembro de 2008, a Flyant Cargo foi vendida à New Iberital, um grupo de logística catalão, pelo valor simbólico de um Euro. O grupo continuou no negócio de carga e nomeou a nova companhia aérea Saicus Air. As operações de carga começaram em outubro de 2009, cobrindo principalmente a Espanha Peninsular e as Ilhas Canárias.
Em 2010, a Saicus Air fez uma tentativa de iniciar os serviços de passageiros com planos para adquirir dois McDonnell Douglas MD-87 anteriormente operados pela Pronair. Apenas um dos aviões, no entanto, passou a fazer parte da frota em julho de 2010. Em novembro de 2010, a Saicus Air anunciou que seria responsável pela gestão do Aeroporto de Bissau e que iria inaugurar voos de passageiros duas vezes por semana entre Bissau, Las Palmas e Madrid. No entanto, em dezembro de 2010, a companhia aérea encerrou as operações.

## Frota
A frota da Saicus Air consistia nas seguintes aeronaves:
| Aeronaves               | Total | Notas |
| ----------------------- | ----- | ----- |
| Boeing 737-300F         | 2     |       |
| McDonnell Douglas MD-87 | 1     |       |
| Total                   | 3     |       |